# フェットゥチーネ・アルフレード
フェットゥチーネ・アルフレード（イタリア語: Fettuccine Alfredo）はフェットゥチーネとパルミジャーノ・レッジャーノ、バターを使用して作るパスタ料理である。料理名はローマのレストランの名前であるアルフレード・ディ・レーリオ（Alfredo Di Lelio）から取られている。アメリカ合衆国では上に挙げた材料の他に、ブロッコリー、パセリ、ニンニク、エビ、鶏肉、クリームなどを用いて作ることがある。

## 歴史
この料理はもともとローマに旅行したアメリカ人観光客の間で人気だった料理であり、シェフが自身の名前をつけて営業していたレストラン、アルフレード・ディ・レーリオが提供していた料理であった。

フェットゥチーネ・アル・ブッロ（Fettuccine al burro）はローマの観光客の心を掴んだ料理だった。それはおそらく、オリジナルのアルフレードがグランド・オペラのスペクタクルを思い出させる料理であったからだろう。

料理の歴史は1914年にディ・レーリオが自身のレストラン「アルフレード」で「フェットゥチーネ・アル・ブッロ」の派生料理としてこの料理を開発したことに始まる。当時、フェットゥチーネが食器に盛られる前と盛った後にバターを二回加える料理がドッピオ・ブッロ（ダブルバター）として知られていた。ディ・レーリオの「オリジナルの工夫」は、思うように食事を摂れない妊娠中の彼の妻のために始めた、食器に盛る前にフェットゥチーネと合わせるバターの量を2倍にする（つまり、全体ではトリプロ・ブッロ - 三重バターとなる）ことであった。アルフレードは彼の妻が食事を再開したことでこの料理をレストランのメニューとして加えた。
ディ・レーリオのレストランに通い詰めている者は、1920年にハリウッド屈指の人気俳優であったメアリー・ピックフォードとダグラス・フェアバンクスが新婚旅行で立ち寄り、料理を囲んだことで有名になったと語る。彼ら夫婦は謝意を表すため、アルフレードに対して、彼ら二人がアルフレードのレストランで食事している様子を撮影した写真とともに、金のフォークとスプーンを提供した。アルフレードはこれを誇りに思い、壁に写真を掲げた。アメリカで影響力が絶大だったピックフォードとフェアバンクスは、ハリウッドに戻ると友人や関係者に料理について伝えて回った。これにより新たな料理に関する情報が急速に広まっていった。
アルフレード・ディ・レーリオは1943年5月5日に自身の店を売却した。新たなオーナーはレストランの名前、メニュー、伝統のレシピ、壁の写真、その他すべてのものを受け継いだ。2011年時点において、レストランはアルフレード・アッラ・スクローファ（Alfredo alla Scrofa）という名前で営業を続けている。
アルフレード・ディ・レーリオは彼の息子アルマンドとともに、1950年にピアッツァ・アウグスト・インペラトーレで「イル・ヴェーロ・アルフレード（Il Vero Alfredo）」という店を構えた。この店はアルフレードの孫とイネス・ディ・レーリオによって現在も営業を続けており、祖父によって開発されたオリジナルのフェットゥチーネ・アルフレードの伝統を守り続けている。
1977年、アルフレードIIとグイド・ベランカ（Guido Bellanca）がフェットゥチーネ・アルフレードを提供する店として、新たに「Alfredo's」という店をニューヨークのロックフェラー・センターにオープンさせた。このレストランの壁には休憩室を含め、全室にAl Hirschfeldの絵が飾られている。フロリダ州のレイク・ブエナビスタにあるディズニーワールドのエプコットに支店が設けられたが、2007年9月にエプコット支店は閉店となった。
フェットゥチーネ・アルフレードはアメリカ合衆国のイタリア料理店では一般的に見かける料理となっている。イタリアやヨーロッパでは、「フェットゥチーネ・アルフレード」 という名前は一般的に知られていない。ローマでは通常この料理を「フェットゥチーネ・アル・ブッロ」と呼ぶ。ピエモンテ州では、タリエリーニ、バターとトリュフを使用して料理が提供されている。

## 種類

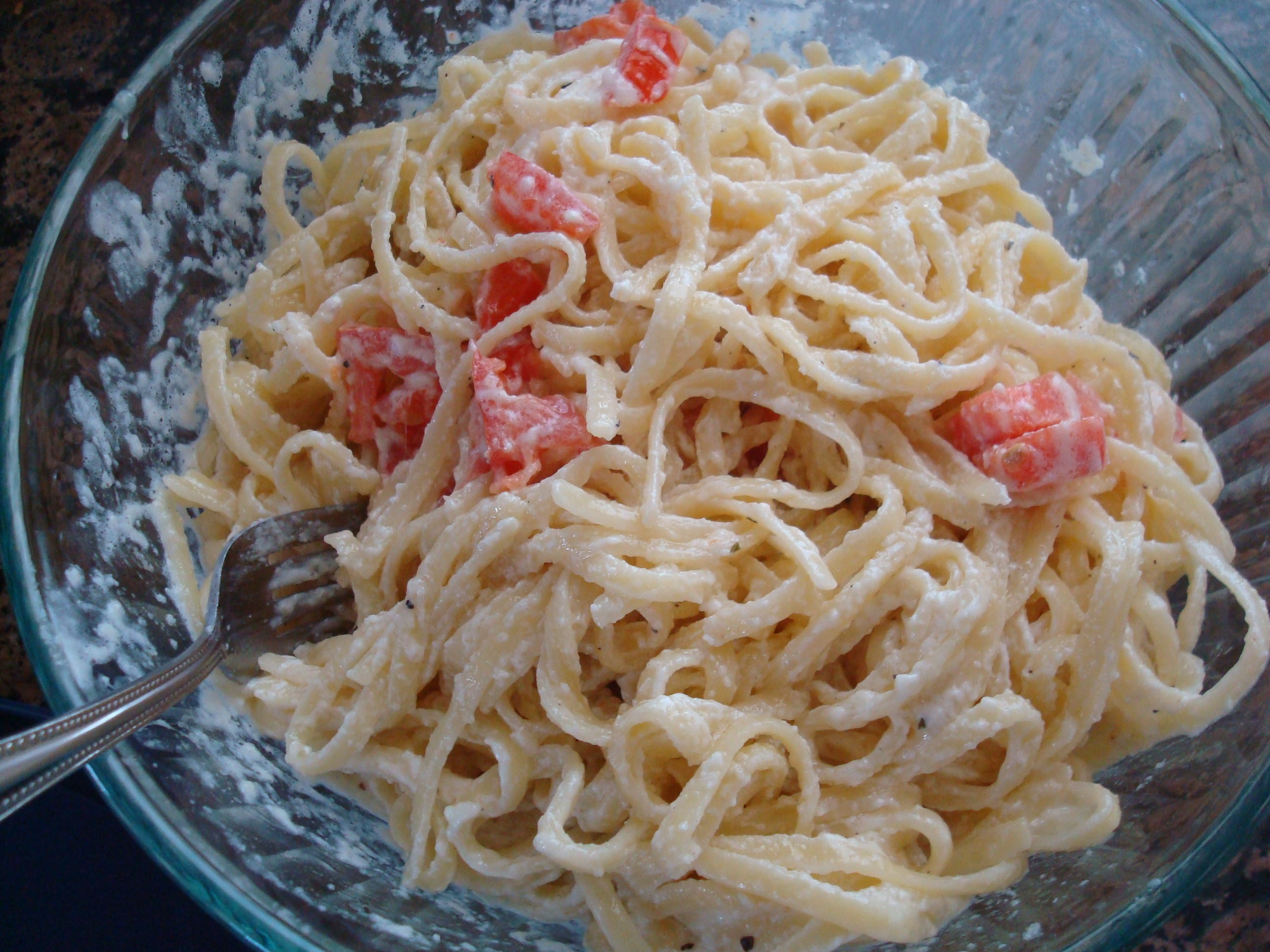
トマトを加えたフェットゥチーネ・アルフレード

フェットゥチーネ・アルフレードはコストを抑えるために代用品を用いた様々な種類が存在している。クリームをバターに変える、パルミジャーノ・レッジャーノをアメリカ産のパルメザンチーズのような安価なチーズに変更するなどが一般的に用いられる方法である。チーズは濃厚さを増すために小麦粉と混ぜ込むこともある。少量のルー（小麦粉と液状バターもしくはオリーブ・オイルで作成）をソースに混ぜ込むことで濃厚さを生み出す方法もある。
時に、味わいを変化させるためアジアーゴチーズやロマーノチーズのようなチーズが使用されることもあるし、フェットゥチーネ以外のパスタを使用することもある。一品料理として提供するため、鶏肉やエビ、豆などの野菜を載せて提供することもある。他にも、クリーム、バター、チーズに加えて卵を入れるという製法もある。

## アルフレードソース
アルフレードソースはアメリカ合衆国では多くの食料品店でレトルト食品として販売されている。チーズで濃厚な味わいを出していたオリジナルのソースと異なり、このソースはコーンスターチを代用品として使用している。